# William O. Douglas
William Orville Douglas (ur. 16 października 1898, zm. 19 stycznia 1980 w Waszyngtonie) – amerykański prawnik. W 1939 roku został mianowany przez prezydenta Stanów Zjednoczonych, Franklina Delano Roosevelta, sędzią Sądu Najwyższego Stanów Zjednoczonych. Stanowisko to piastował przez ponad 36 lat do 1975 roku, najdłużej ze wszystkich sędziów Sądu Najwyższego. Zmarł 19 stycznia 1980 roku w Waszyngtonie i został pochowany na Narodowym Cmentarzu w Arlington.
Poza działalnością prawniczą Douglas angażował się również w związaną z ekologią i ochroną środowiska naturalnego. Między innymi dzięki jego staraniom utworzono Chesapeake and Ohio Canal National Historical Park. W 1977 roku park oficjalnie nazwano jego imieniem. W 1962 roku napisał pozytywną opinię na temat książki Silent Spring autorstwa Rachel Carson, przyczyniając się w ten sposób do jej popularyzacji i rozwoju globalnego ruchu ekologicznego.

## Literatura dodatkowa
- Bruce Allen Murphy Wild Bill: The Legend and Life of William O. Douglas ISBN 0-394-57628-4.